# Kanamori Nagachika
Kanamori Nagachika (金森 長近?; 1524 – 20 settembre 1608) fu un samurai e successivamente daimyō giapponese dal periodo Sengoku all'inizio di quello Edo.

## Biografia
Nagachika inizialmente servì il clan Saitō della provincia di Mino; tuttavia, dopo la loro sconfitta divenne un servitore di Oda Nobunaga e combatté a Nagashino. Dopo la morte di Nobunaga, Nagachika si schierò con Shibata Katsuie, ma successivamente giurò fedeltà a Toyotomi Hideyoshi. Nel 1585 fu mandato a distruggere il clan Anegakōji della provincia di Hida venendo ricompensato con il castello di Takayama e l'intera provincia. Durante la battaglia di Sekigahara si schierò con Tokugawa Ieyasu, guidando 1.140 uomini sul campo. Fu fondatore e primo capo del clan Kanamori.
Morì nel 1608 e fu succeduto dal figlio adottivo Kanamori Yoshishige.
Nagachika fu anche un maestro del te e un ammiratore di Sen no Rikyū. Dopo che Hideyoshi ordinò a Rikyū di uccidersi, Nagachika si prese cure di Sen Dōan, figlio di Rikyū.